# Xenoblade Chronicles 2: Torna – The Golden Country
Torna – The Golden Country ist eine Erweiterung des Action-Rollenspiels Xenoblade Chronicles 2, welche im September 2018 erschienen ist. Sie stellt die Vorgeschichte zu Xenoblade Chronicles 2 dar. Sie wurde von Monolith Soft entwickelt und von Nintendo für die Nintendo Switch vertrieben.

## Gameplay
Torna – The Golden Country ist eine Erweiterung von Xenoblade Chronicles 2 und führt ein neues Kampfsystem ein.
Das Kampfsystem und andere Gameplay-Systeme wurden im Vergleich zum Basisspiel geändert, weil Tetsuya Takahashi es den Spielern leicht machen wollte, sich auf das Spiel einzulassen.
Da das Spiel als eigenständiges DLC-Erlebnis konzipiert wurde, hat das Team so viele neue Gameplay-Elemente wie möglich eingebaut, um die Geschichte und die Charaktere zu ergänzen.
Im Vergleich zum Basisspiel wurden in Torna - Das goldene Land  Verbesserungen an der Benutzeroberfläche und den Tutorials vorgenommen.
Ein Beispiel dafür ist die Möglichkeit, Charaktere und ganze Teams mit einer einzigen Taste zu wechseln, wenn man auf dem Feld unterwegs ist.
Die sammelbaren Gegenstände auf dem Feld sind in Kategorien sortiert, um das Sammeln zu erleichtern.
Monolith Soft hat zudem einen „Tipps“-Bereich in das Spiel eingebaut, in dem die Spieler frühere Tutorials nachlesen können.
Was das Kampfsystem angeht, so existieren drei Mitglieder in einem Team und maximal drei Teams, so dass insgesamt neun spielbare Charaktere zur Verfügung stehen.
Im Kampf kann nur ein Team direkt gesteuert werden, während die anderen Teams von der CPU kontrolliert werden.
Die Kampfzusammensetzung für das aktive Team umfasst die Vor- und die Nachhut.
Der Charakter in der vorderen und hinteren Reihe wird durch die Vor- bzw. die Nachhut repräsentiert.
Anders als im Hauptspiel ist die Nachhut ein aktiver Teilnehmer am Kampf.
Die Funktionsweise von Klingenkombos und Kettenangriffen wurde zudem überarbeitet.
Das Team hat die Sidequests vereinfacht und ein neues „Community“-System eingeführt.
„Community“ ist eine einfachere Version der ‚Affinity Chart‘ in Xenoblade Chronicles and Xenoblade Chronicles X.
Im Vergleich zum Basisspiel wird mehr Wert darauf gelegt, wie die Nebenquest-Charaktere mit den Hauptcharakteren zusammenhängen.
Monolith Soft hat ein neues System namens „Camping“ integriert, das eine Verschmelzung von Crafting, Gasthaus und Herz-zu-Herz-Systemen aus dem Hauptspiel ist.

## Synopsis

### Schauplatz und Charaktere
Xenoblade Chronicles 2: Torna – The Golden Country bietet eine brandneue Geschichte und Umgebung, die 494 Jahre vor den Ereignissen von Xenoblade Chronicles 2 spielt.
Es erforscht die Vergangenheit mehrerer Hauptcharaktere aus dem Basisspiel, wie Jin, Mythra, Malos und Prätor Amalthus, und führt Charaktere wie Lora und Addam als spielbare Gruppenmitglieder ein.

### Handlung
494 Jahre vor den Ereignissen von „Xenoblade Chronicles 2“ wurde der Aegis Malos vom menschenfeindlichen Quaestor Amalthus von Indol erweckt und begann einen Feldzug der Zerstörung.
Die Söldnerin Lora und ihr vertrauter Partner Jin werden von Addam Origo, dem vierten Prinzen von Torna und Fahrer von Malos' Gegenstück Mythra, rekrutiert, um gegen Malos zu kämpfen.
Zusammen mit Addams jungem Begleiter Milton macht die Gruppe einen Abstecher nach Gormott, um Loras Mutter aufzuspüren, die bei einem Banditenüberfall getötet wurde.
In Gormott schließt sich Kaiser Hugo Ardanach von Mor Ardain der Gruppe an, die von Gort angegriffen wird, Loras gewalttätigem Stiefvater, der Jins Kernkristall aus der königlichen Familie von Torna gestohlen und versucht hatte, sie zu töten, als sie sich vor 17 Jahren mit ihm verbunden hatte.
Lora besiegt Gort, der jedoch, ohne dass sie es bemerkt, von Amalthus' Männern gefangen genommen wird.
Die Gruppe kehrt nach Torna zurück und erfährt, dass Malos die tornanische Hauptstadt Auresco ins Visier genommen hat.
Als sie in Auresco ankommen, belagert Malos die Stadt und verkündet seine Absicht, den Titanen von Tornan zu zerstören, indem er ihn mit Ätherenergie überlädt.
Die Gruppe verfolgt Malos bis zum Kern des Titanen und kämpft gegen ihn, doch Malos startet einen Angriff auf Auresco, bei dem Milton getötet wird.
Die verzweifelte und wütende Mythra setzt ihre ganze Kraft ein, um Malos zu vertreiben, verliert jedoch die Kontrolle und tötet versehentlich Hugo und zerstört Torna.
Am Boden zerstört über die von ihr verursachte Zerstörung, zieht sich Mythra in eine gespaltene Persönlichkeit namens Pyra zurück.
Addam bricht nach Leftheria auf, um Pyra einzusperren, während Jin Lora und die anderen zu einem Milizlager in Spessia bringt, um sich dort mit den Überlebenden von Tornan zu treffen.
In Spessia wird Lora erneut von Gort angegriffen, den Amalthus in einen monströsen Blade Eater verwandelt hat, und ist gezwungen, ihn in Notwehr zu töten.
Amalthus startet einen Staatsstreich, um die Kontrolle über Indol zu übernehmen, und wird zum Prätor der Nation.
Einige Zeit später, nachdem Lora bei einem Angriff von Amalthus auf die Überlebenden von Tornan getötet wurde und Jin ihr Herz gegessen hat, um ein Fleischfresser zu werden, verbrennt Jin die Überreste seines alten Lebens und begibt sich auf eine Rachemission gegen Amalthus.
In einer Szene nach dem Abspann entdeckt Rex den Raum, in dem Pyra von Addam versiegelt wurde, was zu den Ereignissen des Hauptspiels führt.

## Entwicklung
Im Jahr 2015 war Torna - The Golden Country  einer der potenziellen Story-Kandidaten im ersten Prototyp für Xenoblade Chronicles 2.
Laut Tetsuya Takahashi, dem Schöpfer der Serie, entschied sich Monolith Soft schnell dagegen, den Prototyp Nintendo zu zeigen, weil sie wussten, dass dies das Budget und die Entwicklungszeit des Hauptspiels erheblich aufblähen würde.
Deshalb legten sie das Konzept zu den Akten und speicherten es auf Takahashis Computerfestplatte.
Später kehrten sie zurück und ließen das Szenario als Story-Erweiterungspass wieder aufleben. Außerdem sollte die Geschichte ursprünglich zwischen dem siebten und achten Kapitel des Basisspiels angesiedelt werden, aber man entschied sich dafür, sie getrennt zu halten, um den Umfang der Geschichte zu erweitern.
Das Spiel verfügt über eine neue Rendering-Engine, die im Vergleich zum Basisspiel grafisch leicht verbessert wurde.
Takahashi wies besonders auf den Unterschied zwischen den Feldern von Gormott in beiden Spielen hin.
Laut Takahashi haben sie eine Menge Feedback von neuen Spielern zu den Spielsystemen im Allgemeinen erhalten.
Er stellte fest, dass viele neue Spieler das Kampfsystem des Basisspiels als etwas einschüchternd empfanden.
Deshalb hat Monolith Soft das neue Spiel so gestaltet, dass es für Neueinsteiger einfacher ist.
Es existieren mehr Tutorials in der Anfangsphase, um einige der komplexeren Aspekte des Kampfes und der Charakterentwicklung zu erklären, und die Karte wurde gestrafft, damit sie leichter zu verstehen ist.
Für Takahashi, der es gewohnt ist, an Spielen zu arbeiten, die mindestens 80 Stunden dauern, bestand die größte Herausforderung für das Entwicklungsteam darin, die eigentliche Spielarbeit und den Spielfluss so auszubalancieren, dass sie in ein 20 Stunden langes RPG passen.
Xenoblade Chronicles 2: Torna – The Golden Country wurde am 14. September 2018 digital als Teil des Erweiterungspasses für das Spiel und am 21. September physisch im Handel veröffentlicht.

### Musik
Yasunori Mitsuda und die anderen Musikkomponisten kehrten zurück, um Musik für den DLC zu schreiben, insgesamt elf neue Stücke.
Laut Takahashi haben die Arrangeure absichtlich akustische Instrumente verwendet, um die düsteren und reiferen Töne der Geschichte zu unterstreichen. Jen Bird kehrte auch zurück, um das Schlussthema „A Moment of Eternity“ zu spielen.
Ein digitaler Soundtrack wurde am 14. Dezember 2018 veröffentlicht.

### Veröffentlichung
Das Spiel wurde am 14. September 2018 veröffentlicht. Es war digital als Teil des Xenoblade Chronicles 2 -DLC-Saisonpasses erhältlich und kann nach dem Kauf und Download der Erweiterung über das Spielmenü aufgerufen werden.
Eine Woche später, am 21. September 2018, wurde sie auch als eigenständige physische Nintendo Switch-Spielkassette veröffentlicht.
Die physische Ausgabe enthielt auch einen Code für den DLC-Saisonpass des Originalspiels, der das „Hilfreiche Gegenstände-Paket“, das „Neue Abenteuer-Paket“, das „Neue Seltene Klingen-Paket“ und das „Neue Herausforderungsmodus-Paket“ enthielt.

## Rezeption
Bei seiner Ankündigung wurde Xenoblade Chronicles 2: Torna - The Golden Country positiv aufgenommen, und einige Kritiker äußerten sich begeistert über die Story-Erweiterung.
Andere nannten liebenswerte, sympathische Charaktere, eine interessante Geschichte und ein verbessertes Kampfsystem.
Das Spiel hat eine Bewertung von 80/100 auf Metacritic, einem Videospiel-Review-Aggregator, was auf „allgemein positive Bewertungen“ hinweist.
Das Spiel wurde für den G.A.N.G. / MAGFEST People’s Choice Award bei den G.A.N.G. Awards 2019 nominiert.
Im November 2020 hatten die Verkäufe des Originalspiels und von Torna - The Golden Country zusammen 2,05 Millionen überschritten.
Der Geschäftsführer von Monolith Software, Tetsuya Takahashi, erklärte: „Für den Torna-DLC ist es noch zu früh, aber nach dem, was wir in Japan gesehen haben, übertreffen die Verkäufe des Torna-DLCs auch unsere Erwartungen.“